# شمال بحر الغزال (ولاية)

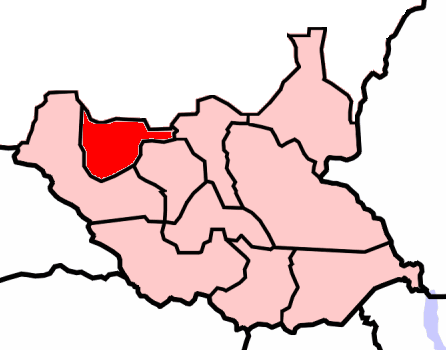
موقع
ولاية شمال بحر الغزال

ولاية شمال بحر الغزال هي ولاية في جنوب السودان. تبلغ مساحتها 30,543 كم²، وهي جزء من إقليم بحر الغزال. تحدها جنوب دارفور من الشمال وغرب بحر الغزال من الغرب والجنوب وولايتي واراب وأبيي من الشرق. وتعد أويل عاصمة الولاية.

## التاريخ
بسبب قربها من إقليم كردفان ووجود خط سكة حديد يمر بها إلى مدينة واو، فقد عانت بشكل كبير في الحرب الأهلية السودانية الثانية 1983- 2005. كان شمال بحر الغزال والأجزاء المجاورة من غرب كردفان إلى الشمال من بين أكثر المناطق حساسية من الناحية السياسية في السودان.
تفاعل عرب المسيرية من كردفان مع الدينكا (مجموعة عرقية سودانية) في هذه المنطقة لفترة طويلة. بينما كانت العلاقات خلال الحقبة الاستعمارية سلمية إلى حد كبير، شهدت الحرب تصاعدًا في الأعمال العدائية.
منحهم دعم الحكومة للمسمرية ميزة محددة على مجموعات الدينكا المحلية، وأدت غارات مليشيات المرحلين (وغيرها من الجماعات المدعومة من الحكومة، بما في ذلك بعض ميليشيات الدينكا) إلى خسائر كبيرة في الأرواح، وعمليات اختطاف واسعة النطاق ونهب لقرى الدينكا. تزامن العديد من هذه المداهمات مع حركة القطارات الحكومية من وإلى كردفان إلى واو. كان لديهم أعلى معدل للفقر، 76 ٪ وفقًا للإحصاءات الحكومية، من بين ولايات جنوب السودان العشر.

## كتب
- فرانسيس م. دينق، 1995، حرب الرؤى، صراع الهويات في السودان ، (واشنطن العاصمة: بروكينغز).
- هيومن رايتس ووتش، 1999، المجاعة في السودان، 1998، أسباب حقوق الإنسان ، (نيويورك، هيومن رايتس ووتش).
- ديف إيغرس، 2006، ما هو ماذا ، (نيويورك، فينتاج بوكس).
- ديفيد كين، 1994، فوائد المجاعة، الاقتصاد السياسي للمجاعة والإغاثة في جنوب غرب السودان ، 1983-1989، (نيو جيرسي، مطبعة جامعة برينستون).
- قرنق مالونج، 2012، مسرح الأمل (جامعة نيروبي، كينيا)
- شبكة خريجي أويل (2013)

## روابط خارجية
- جون رايل، جوك مادوت جوك وفيرجوس بويل، 2003، مشروع السودان للاختطاف والرق، تقرير قاعدة بيانات المختطفين لعام 2003
- «ولاية شمال بحر الغزال في حكومة جديدة»  [وصلة مكسورة] [ رابط ميت دائم ]